# 어그부츠

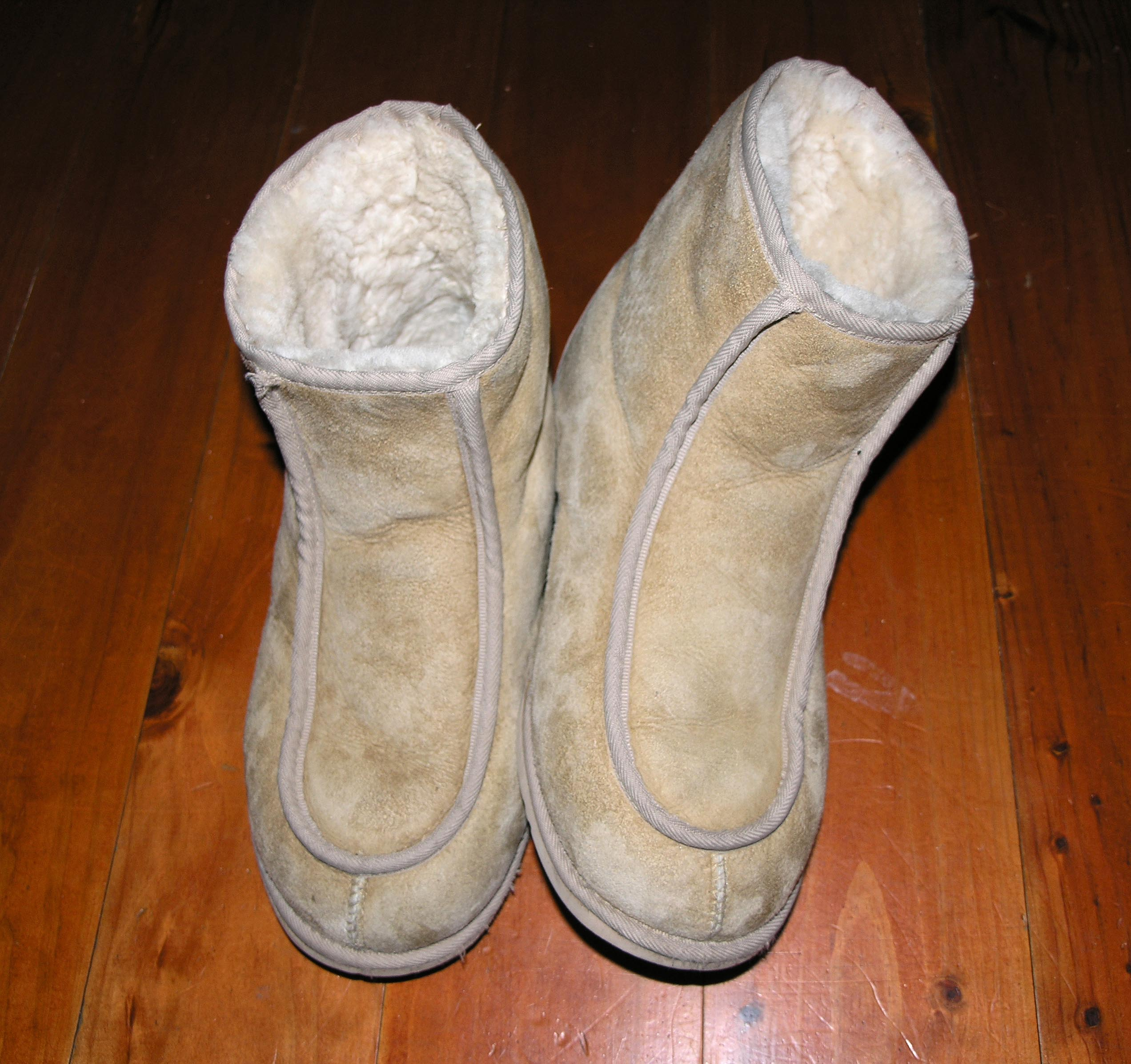

어그부츠란 양털를 이용해 발목까지 덮도록 만든 장화의 일종을 가리킨다. 호주에서 가장 먼저 유래가 되었으며 주로 겨울에 많이 신는 신발이다.

## 특징
어그부츠는 발목까지 따듯한 양털을 내부에 덮고 있는 것이 특징이다. 1960년대부터 시작된 신발로 본래는 바닷가형 보온화로서 만들어진 초기에는 겨울만 한정해서 신는 신발이 아닌 4계절에 모두 신는 신발이였지만 1980년대 이후부턴 어그부츠는 한 겨울에 신어도 발이 시리지 않게 보호하는 양털의 보온효과가 뛰어나서 겨울에만 주로 신는 신발이 되었다. 보온성이 매우 뛰어나서 겨울에 신으면 저체온증을 막아주는 효과가 좋지만 대신 오염에는 약하고 방수처리가 잘 되지 않아 겨울철의 미끄럼 사고에 취약하단 단점이 존재하므로 신발이 외부의 요인으로 인해 오염되지가 않도록 각별히 신경써야 하며 신발의 안에 수분이 잘 들어가지 않게 신경을 써야하는 까다로움도 있다. 대한민국에서는 1980년대부터 들여오기 시작했으며 주로 검은색이나 갈색으로 나오는 것들이 많다.

## 같이 보기
- 신발
- 장화